# Kayaboyun, Erciş
Kayaboyun là một xã thuộc thành phố Erciş, tỉnh Van, Thổ Nhĩ Kỳ. Dân số thời điểm năm 2011 là 648 người.